# Lista över fornlämningar i Mörbylånga kommun (Mörbylånga)
Lista över fornlämningar i Mörbylånga kommun (Mörbylånga) är en förteckning av ett urval av de fornlämningar som finns i Mörbylånga i Mörbylånga kommun.
| Namn                                  | Lämningstyp                 | Tillkomsttid | Historisk indelning | Plats | Läge                 | ID-nr          | Bild                                      |
| ------------------------------------- | --------------------------- | ------------ | ------------------- | ----- | -------------------- | -------------- | ----------------------------------------- |
| Mörbylånga 1:1                        | Stenkrets                   |              | Mörbylånga, Öland   |       | 56.512458, 16.436704 | 10084900010001 | Ladda upp en bild av detta fornminne      |
| Mörbylånga 1:2                        | Stenkrets                   |              | Mörbylånga, Öland   |       | 56.513081, 16.436746 | 10084900010002 | Ladda upp en bild av detta fornminne      |
| Mörbylånga 2:1                        | Gravfält                    |              | Mörbylånga, Öland   |       | 56.510486, 16.437517 | 10084900020001 | Ladda upp en bild av detta fornminne      |
| Mörbylånga 6:1                        | Stensättning                |              | Mörbylånga, Öland   |       | 56.506335, 16.435502 | 10084900060001 | Ladda upp en bild av detta fornminne      |
| Mörbylånga 12:1                       | Hällristning                |              | Mörbylånga, Öland   |       | 56.504207, 16.432602 | 10084900120001 | Ladda upp en bild av detta fornminne      |
| Mörbylånga 13:1                       | Stensättning                |              | Mörbylånga, Öland   |       | 56.502975, 16.429418 | 10084900130001 | Ladda upp en bild av detta fornminne      |
| Mörbylånga 13:2                       | Stensättning                |              | Mörbylånga, Öland   |       | 56.502521, 16.428848 | 10084900130002 | Ladda upp en bild av detta fornminne      |
| Mörbylånga 13:4                       | Stensättning                |              | Mörbylånga, Öland   |       | 56.502478, 16.429075 | 10084900130004 | Ladda upp en bild av detta fornminne      |
| Mörbylånga 14:1                       | Gravfält                    |              | Mörbylånga, Öland   |       | 56.501715, 16.427992 | 10084900140001 | Ladda upp en bild av detta fornminne      |
| Mörbylånga 15:1                       | Stensättning                |              | Mörbylånga, Öland   |       | 56.500919, 16.424024 | 10084900150001 | Ladda upp en bild av detta fornminne      |
| Mörbylånga 15:2                       | Stensättning                |              | Mörbylånga, Öland   |       | 56.500667, 16.423890 | 10084900150002 | Ladda upp en bild av detta fornminne      |
| Mörbylånga 16:1                       | Stensättning                |              | Mörbylånga, Öland   |       | 56.500016, 16.423406 | 10084900160001 | Ladda upp en bild av detta fornminne      |
| Bårby borg (Mörbylånga 17:1)          | Fornborg                    |              | Mörbylånga, Öland   |       | 56.502305, 16.425508 | 10084900170001 | Ladda upp en till bild av detta fornminne |
| Mörbylånga 19:1                       | Stensättning                |              | Mörbylånga, Öland   |       | 56.501092, 16.476693 | 10084900190001 | Ladda upp en bild av detta fornminne      |
| Mörbylånga 19:2                       | Stensättning                |              | Mörbylånga, Öland   |       | 56.501003, 16.477070 | 10084900190002 | Ladda upp en bild av detta fornminne      |
| Mörbylånga 19:3                       | Stensättning                |              | Mörbylånga, Öland   |       | 56.501034, 16.476593 | 10084900190003 | Ladda upp en bild av detta fornminne      |
| Mörbylånga 19:4                       | Stensättning                |              | Mörbylånga, Öland   |       | 56.500928, 16.476678 | 10084900190004 | Ladda upp en bild av detta fornminne      |
| Mörbylånga 22:1                       | Gravfält                    |              | Mörbylånga, Öland   |       | 56.506395, 16.515567 | 10084900220001 | Ladda upp en bild av detta fornminne      |
| Mörbylånga 22:2                       | Gravhägnad                  |              | Mörbylånga, Öland   |       | 56.506679, 16.515221 | 10084900220002 | Ladda upp en bild av detta fornminne      |
| Trindhallarna (LMW) (Mörbylånga 23:1) | Stenkrets                   |              | Mörbylånga, Öland   |       | 56.482799, 16.378234 | 10084900230001 | Ladda upp en bild av detta fornminne      |
| Trindhallarna (LMW) (Mörbylånga 23:2) | Grav markerad av sten/block |              | Mörbylånga, Öland   |       | 56.483062, 16.378320 | 10084900230002 | Ladda upp en bild av detta fornminne      |
| Trindhallarna (LMW) (Mörbylånga 23:3) | Grav markerad av sten/block |              | Mörbylånga, Öland   |       | 56.483309, 16.378356 | 10084900230003 | Ladda upp en bild av detta fornminne      |
| Trindhallarna (LMW) (Mörbylånga 23:4) | Grav markerad av sten/block |              | Mörbylånga, Öland   |       | 56.482449, 16.378277 | 10084900230004 | Ladda upp en bild av detta fornminne      |
| Nr 1 Risinge hög (Mörbylånga 24:1)    | Gravfält                    |              | Mörbylånga, Öland   |       | 56.480666, 16.394540 | 10084900240001 | Ladda upp en bild av detta fornminne      |
| Mörbylånga 25:1                       | Grav markerad av sten/block |              | Mörbylånga, Öland   |       | 56.479801, 16.394599 | 10084900250001 | Ladda upp en bild av detta fornminne      |
| Mörbylånga 27:1                       | Stensättning                |              | Mörbylånga, Öland   |       | 56.483103, 16.394113 | 10084900270001 | Ladda upp en bild av detta fornminne      |
| Mörbylånga 27:2                       | Stensättning                |              | Mörbylånga, Öland   |       | 56.482884, 16.394275 | 10084900270002 | Ladda upp en bild av detta fornminne      |
| Mörbylånga 27:3                       | Stensättning                |              | Mörbylånga, Öland   |       | 56.483143, 16.394328 | 10084900270003 | Ladda upp en bild av detta fornminne      |
| Mörbylånga 27:4                       | Stensättning                |              | Mörbylånga, Öland   |       | 56.483004, 16.394399 | 10084900270004 | Ladda upp en bild av detta fornminne      |
| Mörbylånga 28:1                       | Gravfält                    |              | Mörbylånga, Öland   |       | 56.483775, 16.396147 | 10084900280001 | Ladda upp en bild av detta fornminne      |
| Mörbylånga 29:1                       | Grav markerad av sten/block |              | Mörbylånga, Öland   |       | 56.489377, 16.396549 | 10084900290001 | Ladda upp en bild av detta fornminne      |
| Mörbylånga 31:1                       | Hög                         |              | Mörbylånga, Öland   |       | 56.497869, 16.385228 | 10084900310001 | Ladda upp en bild av detta fornminne      |
| Mörbylånga 36:1                       | Grav markerad av sten/block |              | Mörbylånga, Öland   |       | 56.511223, 16.395281 | 10084900360001 | Ladda upp en bild av detta fornminne      |
| Mörbylånga 36:2                       | Grav markerad av sten/block |              | Mörbylånga, Öland   |       | 56.511189, 16.395373 | 10084900360002 | Ladda upp en bild av detta fornminne      |
| Mörbylånga 36:3                       | Grav markerad av sten/block |              | Mörbylånga, Öland   |       | 56.511356, 16.395502 | 10084900360003 | Ladda upp en bild av detta fornminne      |
| Mörbylånga 37:1                       | Grav markerad av sten/block |              | Mörbylånga, Öland   |       | 56.516302, 16.388337 | 10084900370001 | Ladda upp en bild av detta fornminne      |
| Mörbylånga 37:2                       | Grav markerad av sten/block |              | Mörbylånga, Öland   |       | 56.516579, 16.388390 | 10084900370002 | Ladda upp en bild av detta fornminne      |
| Mörbylånga 37:3                       | Grav markerad av sten/block |              | Mörbylånga, Öland   |       | 56.516522, 16.388489 | 10084900370003 | Ladda upp en bild av detta fornminne      |
| Mörbylånga 37:4                       | Grav markerad av sten/block |              | Mörbylånga, Öland   |       | 56.516232, 16.388467 | 10084900370004 | Ladda upp en bild av detta fornminne      |
| Mörbylånga 49:1                       | Stensättning                |              | Mörbylånga, Öland   |       | 56.510783, 16.459282 | 10084900490001 | Ladda upp en bild av detta fornminne      |
| Mörbylånga 49:2                       | Stensättning                |              | Mörbylånga, Öland   |       | 56.510816, 16.459433 | 10084900490002 | Ladda upp en bild av detta fornminne      |
| Mörbylånga 53:1                       | Hällristning                |              | Mörbylånga, Öland   |       | 56.494754, 16.464095 | 10084900530001 | Ladda upp en bild av detta fornminne      |
| Mörbylånga 56:1                       | Hällristning                |              | Mörbylånga, Öland   |       | 56.498915, 16.446372 | 10084900560001 | Ladda upp en bild av detta fornminne      |
| Mörbylånga 57:1                       | Hällristning                |              | Mörbylånga, Öland   |       | 56.501169, 16.454229 | 10084900570001 | Ladda upp en bild av detta fornminne      |
| Mörbylånga 74:1                       | Grav markerad av sten/block |              | Mörbylånga, Öland   |       | 56.484043, 16.395296 | 10084900740001 | Ladda upp en bild av detta fornminne      |
| Mörbylånga 74:2                       | Grav markerad av sten/block |              | Mörbylånga, Öland   |       | 56.483980, 16.395301 | 10084900740002 | Ladda upp en bild av detta fornminne      |
| Mörbylånga 79:1                       | Stensättning                |              | Mörbylånga, Öland   |       | 56.519733, 16.512379 | 10084900790001 | Ladda upp en bild av detta fornminne      |
| Mörbylånga 80:1                       | Stensättning                |              | Mörbylånga, Öland   |       | 56.516808, 16.506413 | 10084900800001 | Ladda upp en bild av detta fornminne      |